# André Palluel-Guillard
André Palluel-Guillard, né le 20 novembre 1940 à Chambéry, où il est mort le 17 octobre 2023, est un universitaire et historien français, spécialiste des études napoléoniennes et de la Savoie.

## Biographie
Professeur aux lycées de Grenoble et de Chambéry, attaché de recherche au centre de la Recherche Scientifique, puis professeur à l'université de Savoie en Histoire, chargé de l'Histoire de Savoie contemporaine et de la période napoléonienne, à ce titre, il a grandement contribué à la Revue Napoléon.
Cette activité lui vaut d'être élu en 1985 à l'Académie des sciences, belles-lettres et arts de Savoie, avec pour titre académique titulaire, avec une communication sur l'historien savoyard Henri Ménabréa. De même que sa thèse d'État L'Aigle et La Croix, soutenue en 1991, lui a permis de travailler aux Archives d'État et à la bibliothèque publique et universitaire de Genève. Il travaille sur la vie de la Savoie dans la première moitié du XIXe siècle. Tout comme ses études aux Archives d'État de Turin, lui permettent de s'intéresser à la Savoie de l'Empire et de la Restauration, ainsi qu'à l'histoire de la restauration et du Buon Governo.
Face à l'essor du mouvement indépendantiste de la Ligue savoisienne, et de la relecture par ce dernier de l'histoire de Savoie, le professeur a parlé de « falsification », ce qui amène  les Savoisiens à l'assigner en justice en 1997, comme ils l'avaient fait quelque temps auparavant pour le professeur savoyard Paul Guichonnet. Il s'ensuit une polémique publique pour soutenir l'enseignant avec une pétition réunissant plus de 1 700 signatures dont celles de nombreux historiens et étudiants,.
Aux Archives départementales de la Savoie, 70 cahiers constituent le Fonds Palluel-Guillard qui correspond au dépouillement par des étudiants en première année de DEUG d'Histoire (actuellement L1) à l'Université de Savoie de la table des registres du Tabellion de Chambéry pour les années 1780-1792.
En 2002, comme le veut la tradition universitaire, des mélanges lui sont offerts, réunis par son collègue Christian Sorrel sous le titre Frontières, contacts, échanges : mélanges offerts à André Palluel-Guillard.
En référence à ces activités culturelles et à son animation de la vie locale, il s'est vu attribuer le grade de chevalier de la Légion d'honneur et le titre de président d'honneur de la Société savoisienne d'histoire et d'archéologie (SSHA).
Il meurt le 18 octobre 2023.

## Distinctions
- Chevalier de la Légion d'honneur

## Publications
- avec Philippe Paillard, Histoire des communes de Savoie, Horvath, 1964
- participation à, Dictionnaire Napoléon, sous la dir. de Jean Tulard, Plon, 1969
- avec Jacques Lovie, L'épisode napoléonien : aspects extérieurs (1799-1815), Seuil, 1972
- participation à Histoire de Savoie : de la Révolution à nos jours (vol. 4), Ouest-France, Rennes, 1986
- Thèse d'État soutenue à Chambéry et Paris, Une Fusion manquée : Genève et la Savoie dans le grand empire napoléonien : 1799-1815 / sous la direction de Jean Tulard éditée en version résumé aux éditions Cabédita en 1999 sous le titre L'Aigle et la croix : Genève et la Savoie, 1798-1815, 1991
- avec Alfred Fierro et Jean Tulard, Histoire et dictionnaire du Consulat et de l'Empire, Paris, Éditions Robert Laffont, coll. « Bouquins », 1995  (ISBN 2221058585)
- A. Palluel-Guillard (dir.), Fromages de Savoie : le passé, le présent, Chambéry, coll. « Mémoires et documents de la Société savoisienne d'histoire et l'archéologie », 1995
- André Palluel-Guillard, le Chanoine Jean-Louis Grillet, in La Savoie, Textes réunis sous la direction de Jean-Marie Mayeur, Yves-Marie Hilaire et Christian Sorel, Institut d'études savoisiennes, Beauchesne, Paris, 1996, 441 p. (p. 226)
- avec Monique Dejammet, Chambéry à la Belle Époque, La Fontaine de Siloé, coll. « La chronique de l'autrefois », 2003, 215 p.  (ISBN 978-2-8420-6231-6)
- La maison de Savoie : une ambition millénaire, Le Dauphiné libéré, coll. « Les patrimoines », 2011, 51 p.  (ISBN 978-2-8110-0014-1)

## Prix
- Prix Premier-Empire de la Fondation Napoléon 2000, pour son ouvrage L’Aigle et la Croix. Genève et la Savoie. 1798-1815[6]